# Mitscherlichite
La mitscherlichite è un minerale.